# BMW G 450 X
Die BMW G 450 X ist ein Motorrad der Bayerischen Motorenwerke. Die Enduro wurde am 6. November 2007 auf der Messe EICMA 2007 in Mailand vorgestellt.

## Technik

### Motor
Der wassergekühlte Einzylinder-Viertaktmotor mit vier Ventilen, zwei obenliegenden Nockenwellen und Trockensumpfschmierung, wurde von BMW Motorrad in Deutschland konzipiert und bei Kymco in Taiwan hergestellt.
Das digitale Motormanagement mit Schubabschaltung steuert eine elektronische Saugrohreinspritzung. Ein geregelter Drei-Wege-Katalysator reinigt das Abgas.

### Antrieb
Die mechanisch betätigte Mehrscheibenkupplung sitzt direkt auf der Kurbelwelle und läuft im Ölbad. Das klauengeschaltete Fünfganggetriebe ist im Motorgehäuse integriert.
Kettenritzel und Schwingendrehpunkt sitzen auf derselben Achse.